# Pierot
Pierot je původní postava francouzského lidového divadla. Vystupuje v dlouhých bílých šatech s velkými knoflíky, se širokým bílým baretem a bíle nalíčeným obličejem.

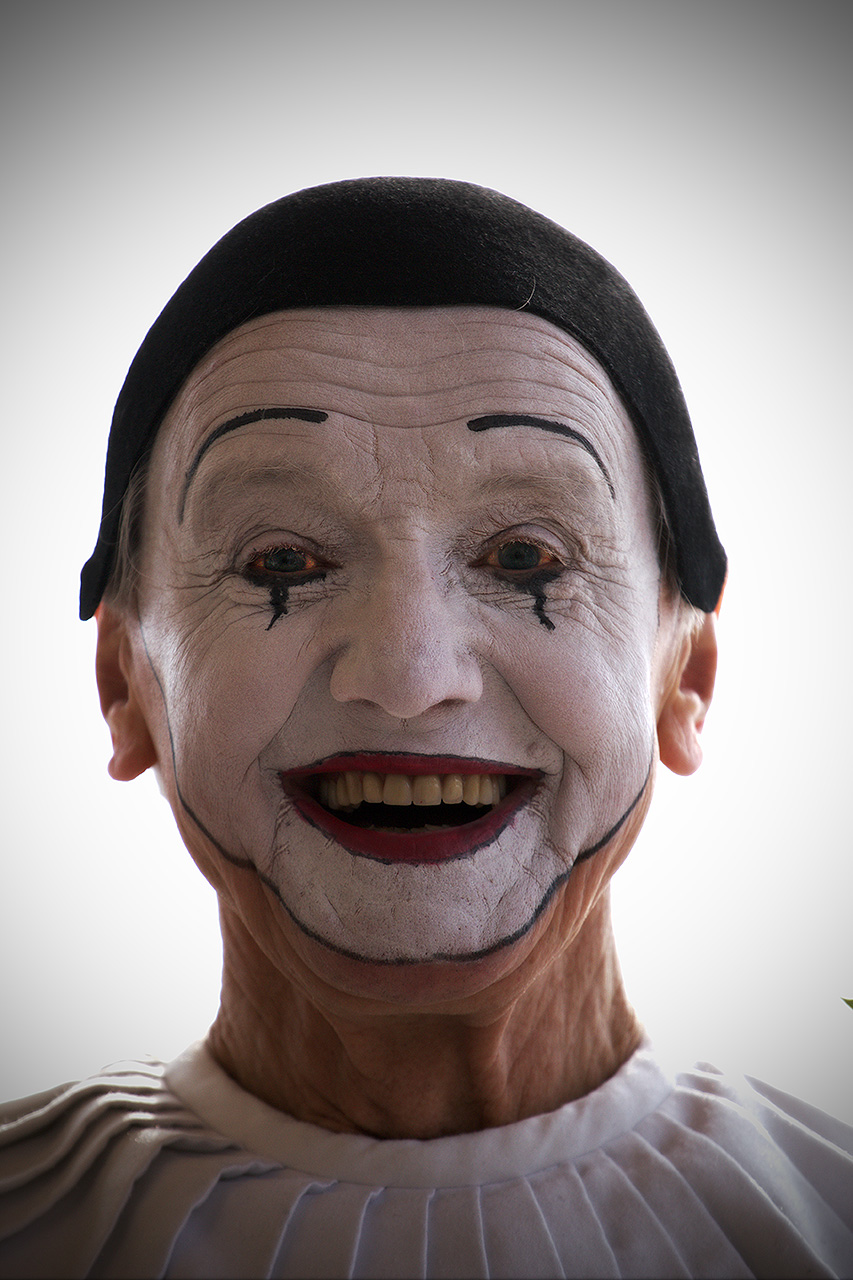
pierot

Většinou se objevuje v pantomimě, obvykle je to komická postava, často zhrzený milovník.